# Tre per una grande rapina
Tre per una grande rapina (Le mataf) è un film del 1973, diretto da Serge Leroy.

## Trama
Tre rapinatori di banche, “Le Mataf”, Basilio e Frank, stanno per compiere una rapina quando una giovane ragazza viene gettata da una finestra da due killer. I due uomini responsabili dell'omicidio scattano foto compromettenti di “Le Mataf” e della sua banda e li costringono a rubare dei microfilm. Come anticipo, ricevono una valigia contenente centomila dollari dal signor Desbordes, un ambiguo avvocato. Inizia un doppio gioco in cui i tre ladri rischiano “loro malgrado” grosso, molto grosso. L'inquietante Cathy Mondors, la favorita di Desbordes, stravolgerà le carte passando dalla parte di Mataf.